# Sauzet (Drôme)
Sauzet ist eine französische Gemeinde mit 1.834 Einwohnern (Stand: 1. Januar 2022) im Département Drôme in der Region Auvergne-Rhône-Alpes. Sie gehört zum Arrondissement Nyons und zum Kanton Dieulefit. Sauzet ist Mitglied des Gemeindeverbandes Montélimar-Agglomération.

## Geographie
Sauzet liegt im Ballungsraum rund sieben Kilometer nordöstlich von Montélimar am Fluss Roubion. Umgeben wird Sauzet von den Nachbargemeinden Condillac im Norden, La Laupie im Nordosten, Bonlieu-sur-Roubion im Osten, La Bâtie-Rolland im Südosten, Montboucher-sur-Jabron im Süden, Montélimar im Südwesten, Savasse im Westen und Nordwesten sowie Saint-Marcel-lès-Sauzet im Nordwesten.
Durch die Gemeinde führt die Autoroute A7.

## Bevölkerungsentwicklung
| Jahr                       | 1962 | 1968 | 1975 | 1982 | 1990 | 1999 | 2006 | 2012 | 2019 |
| Einwohner                  | 967  | 1110 | 1126 | 1335 | 1436 | 1673 | 1860 | 1843 | 1923 |
| Quellen: Cassini und INSEE |      |      |      |      |      |      |      |      |      |

## Sehenswürdigkeiten
- Kirche Saint-Lambert
- Protestantische Kirche
- Burganlage
- mehrere Wehrhäuser mit Umbauten aus dem 16. Jahrhundert
- Villa Sestier aus dem 19. Jahrhundert, Monument historique

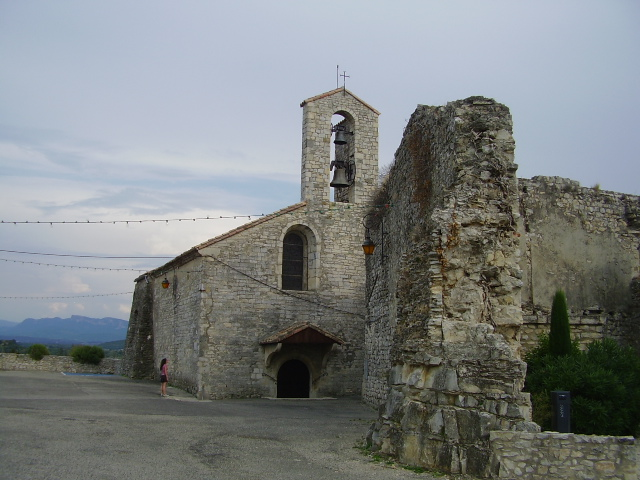
Kirche Saint-Lambert
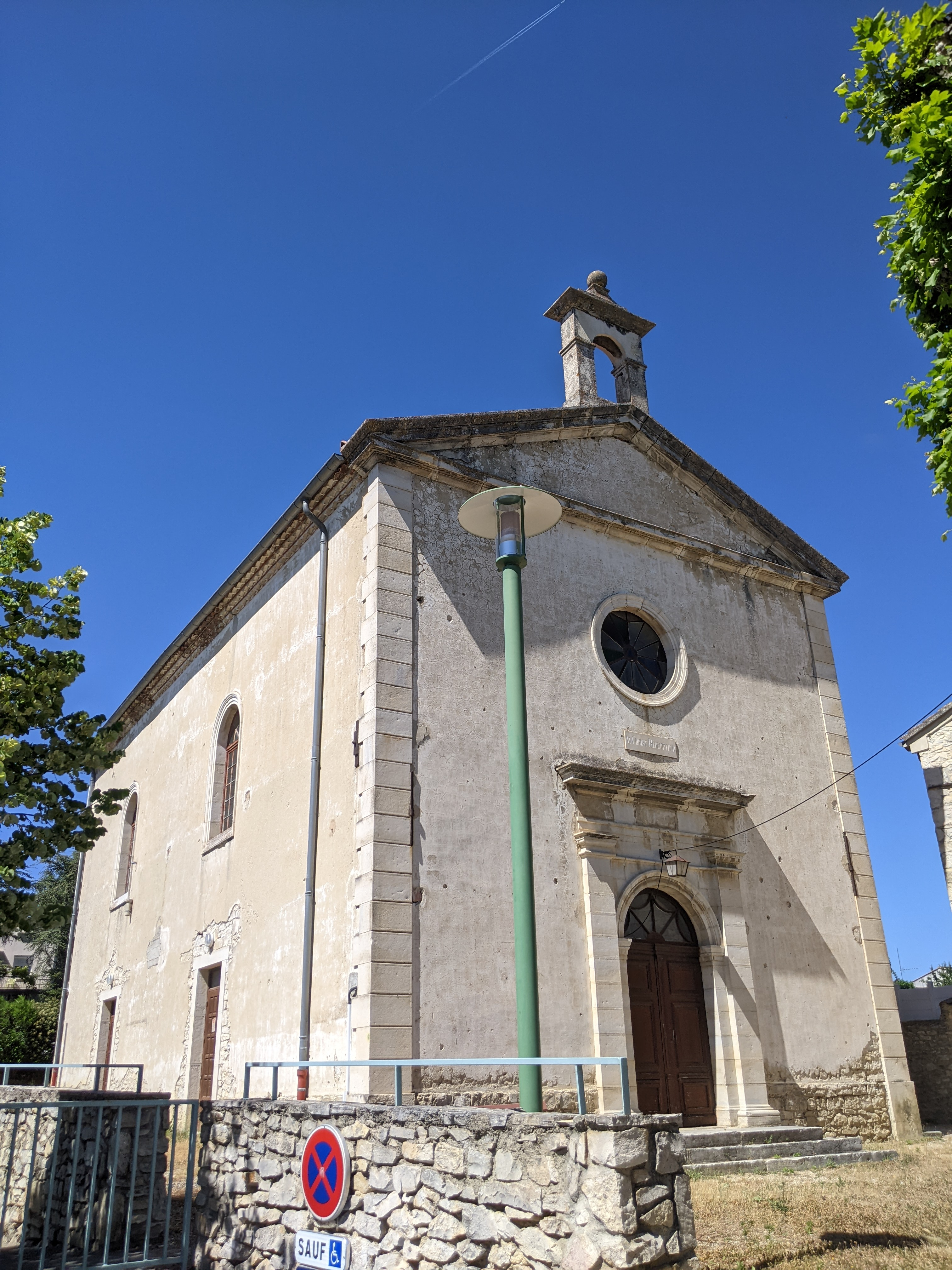
Protestantische Kirche
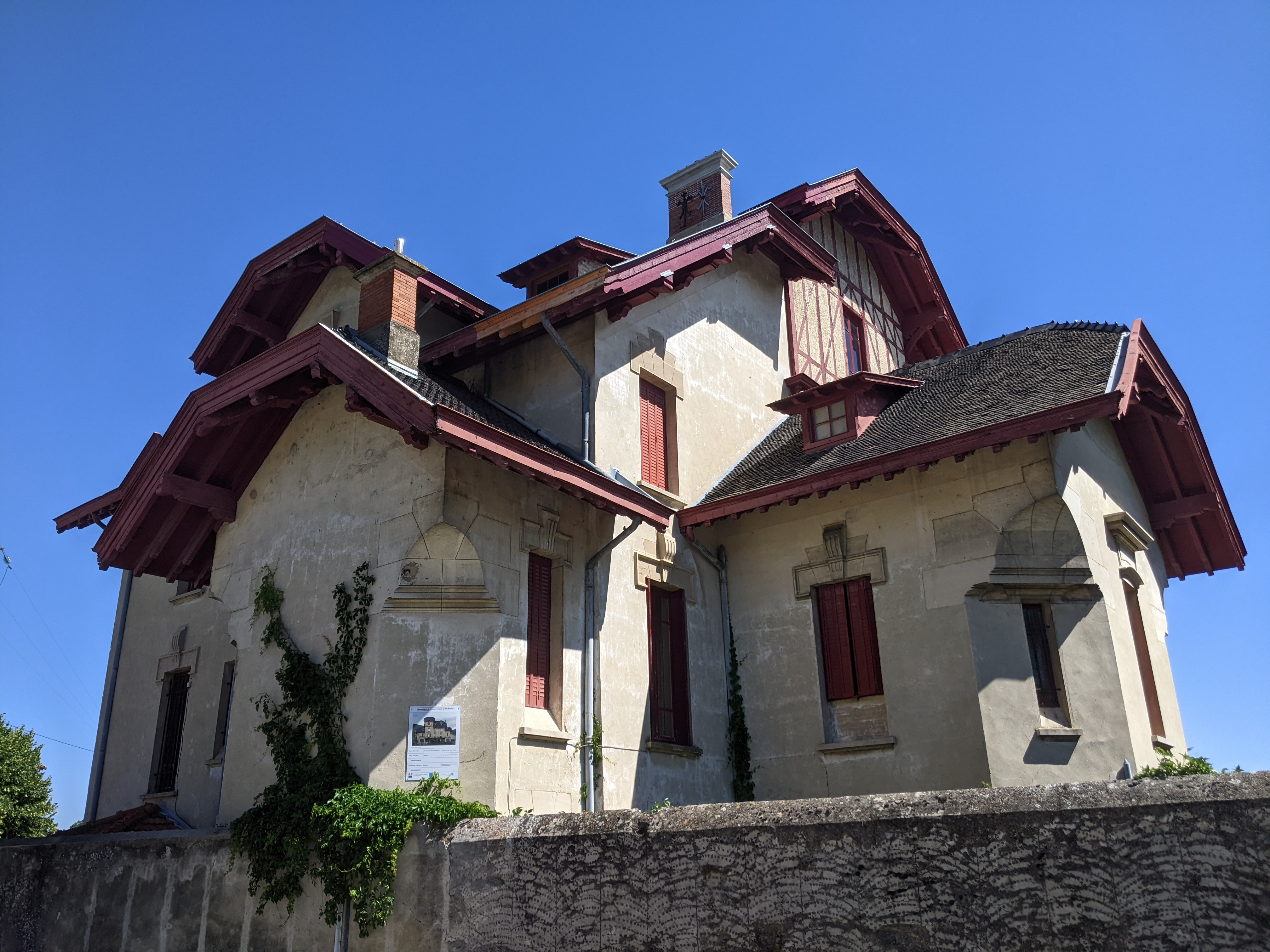
Villa Sestier

## Gemeindepartnerschaft
Mit der französischen Gemeinde Sauzet im Département Gard (Okzitanien) besteht eine Partnerschaft.